# Harpovoluta
Harpovoluta is een geslacht van weekdieren uit de klasse van de Gastropoda (slakken).

## Soorten
- Harpovoluta charcoti (Lamy, 1910)

### Synoniemen
- Harpovoluta vanhoeffeni Thiele, 1912 => Harpovoluta charcoti (Lamy, 1910)